# Dendropsophus soaresi
Dendropsophus soaresi är en groddjursart som först beskrevs av Ulisses Caramaschi och Jorge Jim 1983.  Dendropsophus soaresi ingår i släktet Dendropsophus och familjen lövgrodor. IUCN kategoriserar arten globalt som livskraftig. Inga underarter finns listade i Catalogue of Life.